# Floyd Du Pont
Floyd Du Pont född 1895 död 23 oktober 1937, koreograf, dansare och skådespelare. Han var gift med dansaren och koreografen Sonja Du Pont.

## Filmografi (urval)
- 1936 - Premiere
- 1933 – Giftasvuxna döttrar
- 1931 - Rumba

## Koreografi
- 1936 - Premiere
- 1935 - Princesse Tam Tam
- 1934 - Le Roi des Champs-Élysées
- 1934 - Zouzou
- 1932 - Hans livs match
- 1931 - Rumba
- 1931 - Brokiga Blad

## Teater

### Koreografi
| År   | Produktion       | Upphovsmän        | Regi             | Teater         |
| ---- | ---------------- | ----------------- | ---------------- | -------------- |
| 1932 | Harrys bar, revy | Berco och Chatham | Nils Johannisson | Blancheteatern |